# Schwarzbauchnonne
Die Schwarzbauchnonne (Lonchura malacca, Syn.: Munia malacca) oder Dreifarbennonne ist eine Vogelart aus der Art aus der Familie der Prachtfinken (Estrildidae) die in Südindien und Sri Lanka vorkommt. Sie wird verhältnismäßig häufig in Europa als Ziervogel gehalten.
Die Schwarzbauchnonne ist monotypisch. Früher wurden die Schwarzkopfnonne mit sieben bis neun Unterarten und die Schildnonne ebenfalls zu dieser Art gezählt.

## Beschreibung
Die Schwarzbauchnonne zählt mit 11–12,5 cm Körperlänge zu den mittelgroßen Prachtfinkarten. Der Sexualdimorphismus ist nicht sehr ausgeprägt. Das Gefieder ist bei beiden Geschlechtern sehr kontrastreich. Der Schnabel ist relativ groß, kräftig und hellgrau oder blaugrau. Die Iris ist dunkelbraun oder dunkel rotbraun, der unauffällige Orbitalring ist hell- bis mittelgrau. Bei adulten Vögeln sind Kopf, Kinn, Kehle, Nacken und Brustmitte tiefschwarz. Die übrige Körperoberseite einschließlich der Flügel und Steuerfedern ist kastanienbraun. Die Körperunterseite ist ab der Brust weiß gefärbt mit tiefschwarzem Unterbauch und Unterschwanzdecken. Füße und Beine sind grau bis blaugrau. Weibchen sind generell etwas matter gefärbt als die Männchen und der Schnabel ist etwas weniger kräftig.
Jungvögel sind insgesamt gelblich beigebraun mit braunerem Oberkopf, dunklerem Zügel und Ohrdecken. Kinn und Kehle sind etwas aufgehellt, die übrige Unterseite ist beigebraun mit einer warm bräunlichen Tönung auf der Brust. Die Oberseite einschließlich Flügel ist beigebraun, Bürzel und Oberschwanzdecken sind olivbraun und der Schwanz ist etwas dunkler braun. Der Schnabel ist zunächst schwärzlich grau und hellt sich später bläulich auf. Der Orbitalring ist blass gelblich beige.

## Stimme
Der Kontaktruf ist ein schwaches piekt oder pie-iet, der Flugruf ein dreisilbiges tschirp. Der Gesang des Männchens beginnt mit einigen kaum hörbaren schnabelknappenden Lauten. Der folgende Teil ist sehr hoch und für den Menschen nicht wahrnehmbar. Am Ende folgen einige schwache, aber langgezogene Pfeiftöne.

## Verbreitung
Das Verbreitungsgebiet der Schwarzbauchnonne erstreckt sich in Südindien vom Tapti ostwärts bis Raipur sowie südwärts bis Sri Lanka.

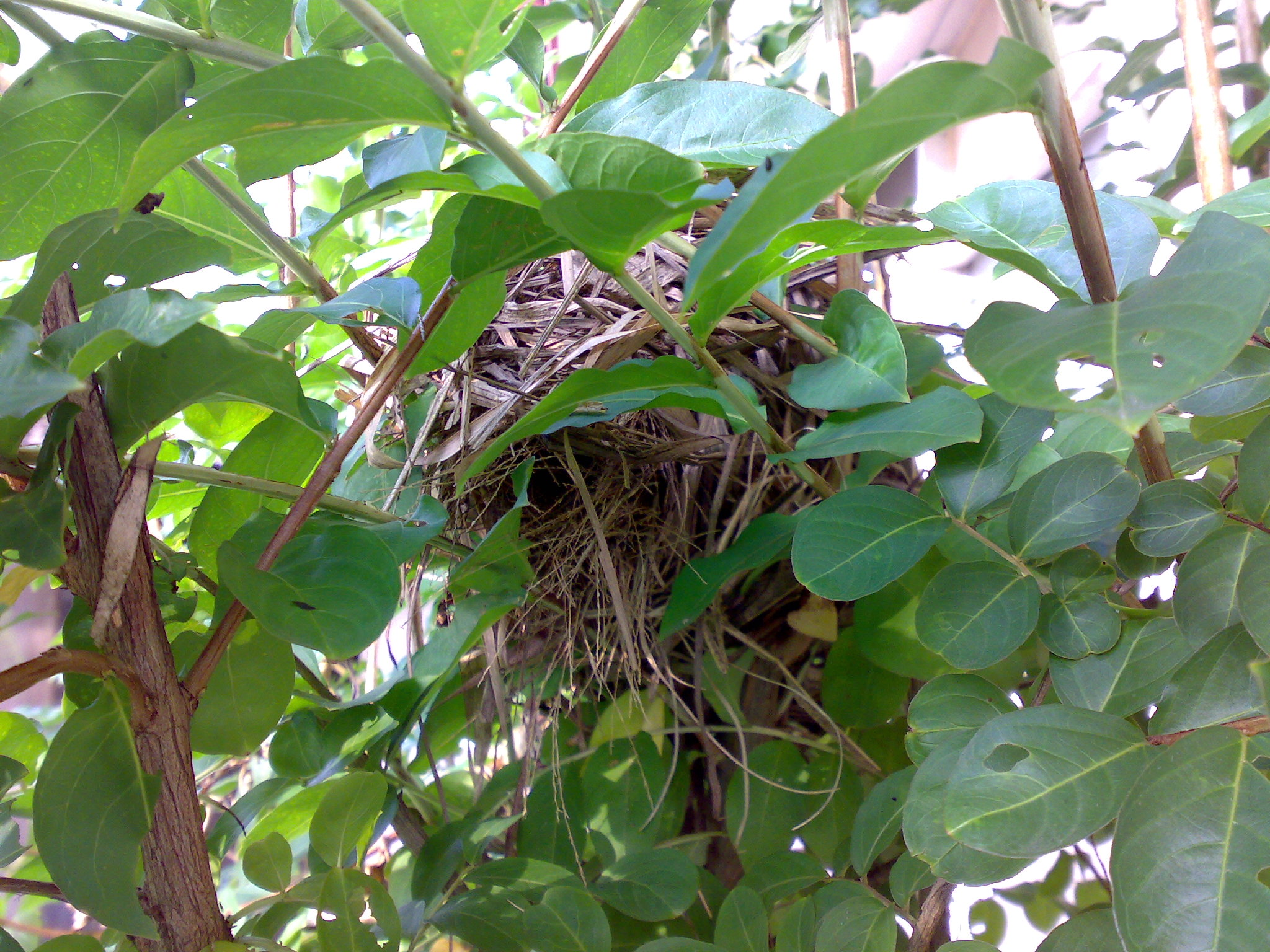
Nest der Schwarzbauchnonne

## Lebensweise
Die Schwarzbauchnonne lebt vorwiegend in Gebieten mit Gras- und Schilfbewuchs. Sie kommt auch auf landwirtschaftlichen Nutzflächen vor und besiedeln Reis- und Zuckerrohrfelder.
Die Nahrung besteht hauptsächlich aus Reiskörnern und Grassamen, die sowohl vom Erdboden aufgelesen als auch aus den Ähren geklaubt werden. Dabei klettern die Vögel an den Halmen empor und beugen sie durch ihr Gewicht herab, um bequemer an die Körner zu gelangen. Schwarzbauchnonnen gelten daher als große Schädlinge in Reiskulturen.
Die Brutzeit variiert in Abhängigkeit vom Verbreitungsgebiet, die Hauptbrutsaison fällt in der Regel jedoch in die Regenzeit. Das Nest findet sich in Zuckerrohr- oder Reisfeldern, in Graswildernissen, in Schilfbeständen oder im Gebüsch. In der Regel wird das Nest niedrig über dem Erdboden errichtet. Seltener findet es sich auch höher im Gezweige von Bäumen. Es ist ein rundliches Nest, das auf den menschlichen Betrachter unordentlich wirkt und außen aus groben Gras-, Reis und Schilfblättern errichtet ist. Am Nestbau sind beide Partner beteiligt.
Das Gelege umfasst in der Regel fünf Eier. Ausnahmsweise fanden sich sogar acht Eier in einem Nest, jedoch stammten diese vermutlich von zwei Weibchen. Das Gelege wird etwa 15 Tage von beiden Partnern bebrütet. Die Nestlingszeit beträgt fast drei Wochen. Die Jungvögel werden weitere drei Wochen von den Eltern betreut.

## Haltung
Die Schwarzbauchnonne ist schon sehr frühzeitig als Ziervogel nach Europa eingeführt worden und war schon Mitte des 19. Jahrhunderts erhältlich. In Deutschland wurde sie jedoch erst ab den 1870er Jahren gehandelt.

## Belege

### Einzelbelege
1. ↑  IOC World Bird List (Memento des Originals vom 17. September 2013 im Internet Archive)  Info: Der Archivlink wurde automatisch eingesetzt und noch nicht geprüft. Bitte prüfe Original- und Archivlink gemäß Anleitung und entferne dann diesen Hinweis., Version 3.2, abgerufen am 2. Februar 2012
2. 1 2  Clement et al. (1993), S. 423, siehe Literatur
3. 1 2  Clement et al. (1993), S. 424, siehe Literatur
4. ↑   Nicolai et al.: Prachtfinken - Australien, Ozeanien, Südostasien. S. 252
5. ↑   Nicolai et al.: Prachtfinken - Australien, Ozeanien, Südostasien. S. 253.